# Paul J. Crutzen
 Denne artikel bør gennemlæses af en person med fagkendskab for at sikre den faglige korrekthed.

Paul J. Crutzen (født 1933 i Amsterdam, død 28. januar 2021) var en hollandsk videnskabsmand. Han var uddannet civilingeniør og specialiseredee sig i atmosfærens kemiske forhold. I 1971 identificerede han CFC-gassernes ødelæggende effekt på Jordens ozonlag. I 1985 konstaterede han, at der var et gigantisk hul i ozonlaget over Antarktis, og at hullet var voksende. Opdagelsen førte til, at brugen af CFC-gasser blev forbudt i 1987. Crutzen har siden beskæftiget sig indgående med klimaspørgsmål. 
I 1995 modtog Crutzen Nobelprisen i kemi sammen med Mario J. Molina og F. Sherwood Rowland for opdagelsen af, at det var CFC-gasserne, som nedbrød ozonlaget. I 2000 foreslog Crutzen en ny epoke, der efter hans udsagn, skulle være startet i starten af 1800-tallet kaldet antropocæn.